# 韓國的性

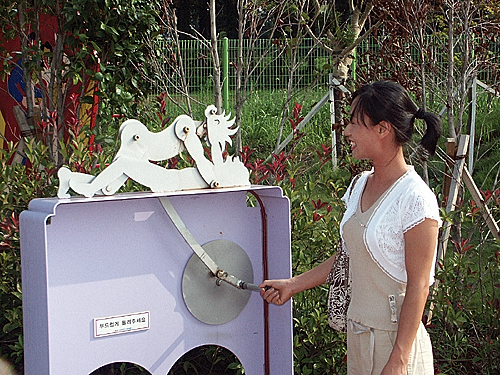
Love Land是一个雕塑公园，旨在减轻韩国的性欲和性耻辱感下降。

韩国的性行为受到文化、宗教和西方化的影响。当代社会的观点可以被看作为传统、保守的老一代与更自由、更“现代”的一代之间的冲突。因为这场冲突，在韩国的性教育、同性恋和性行为等几个问题引起了激烈的争论。

## 历史的角度

### 女性的传统角色
在整个韩国的历史里，妇女一直处于边缘位置。  妇女无法参与主要社会制度，并在以下方面受到歧视：她们在婚姻中的角色、生育、在离婚诉讼中没有权利所以在社会中的既定角色方面受到歧视。 
韩国社会历史上确实是一个父权社会，尤其受到儒家思想的影响。女性的地位很大程度上依赖于家庭中男性成员的地位。只有统治阶级的女性才能享受与同一阶级男子相当的特权。男人被允许拥有很多个妻子，但女性必须保持贞洁，如果丈夫去世，她们必须一直保持未婚状态。这些社会规范在朝鲜王朝时期开始得到实行，例如，寡妇再婚的儿子和孙子被禁止参加科举考试，以确保寡妇的贞洁。此外，女性在某些情况下拥有财产继承权。
在传统韩国家庭中，女性承担着管理家庭财务的职责。来自下层阶级的女性往往从事巫师、民间医师和妓生等职业。女萨满的数量多于男萨满，而且女性通常只接受女性民间医师的诊疗。在1886年梨花学堂成立之前，女性被禁止入学，这导致她们在教育方面面临很大的限制。

### 婚姻制度

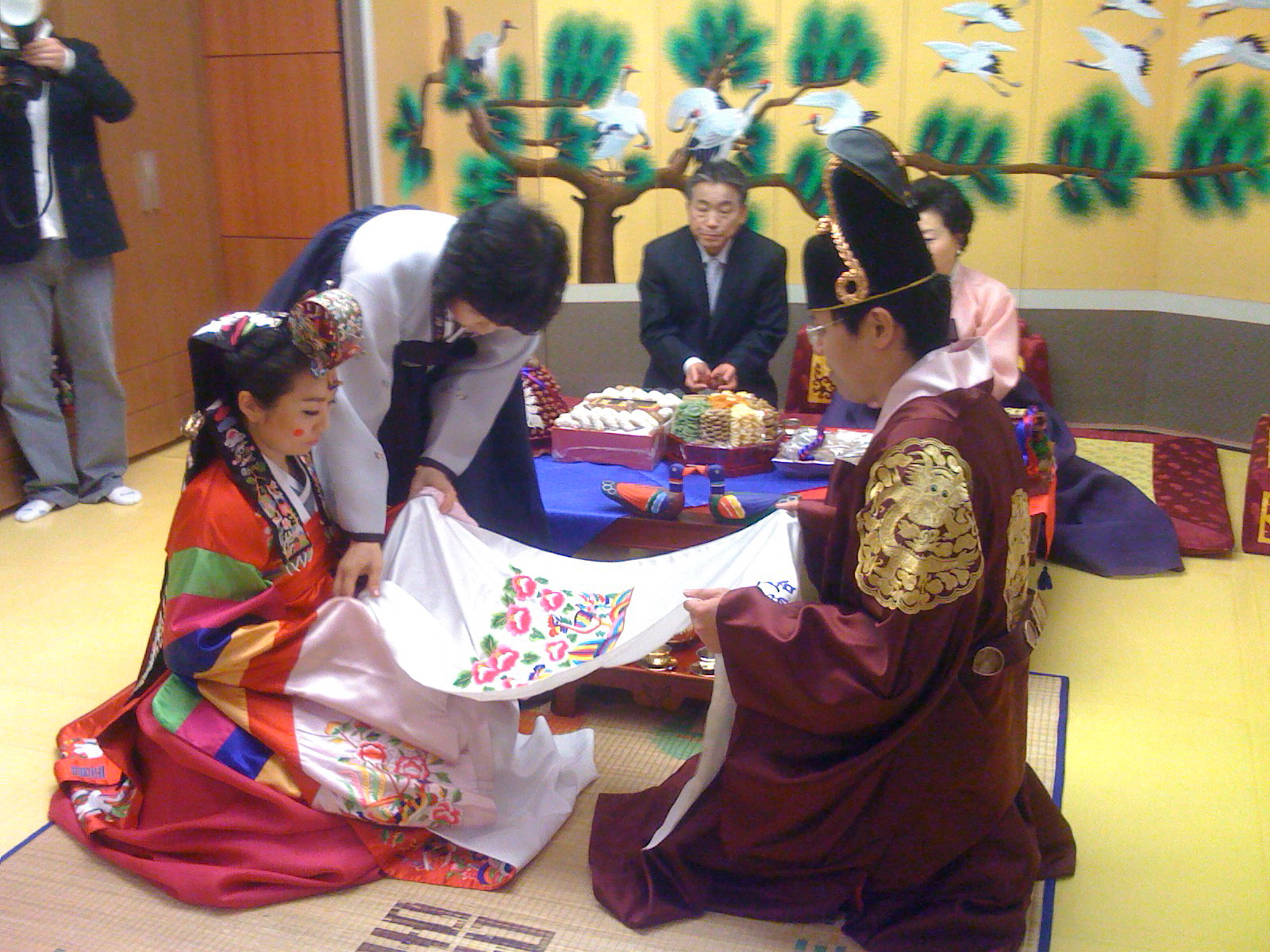
传统的拜年仪式是韩国婚礼文化的重要部分之一。现代的演绎通常在婚礼后举行，被称为"폐백"（Pyebaek）。在这个仪式中，新娘和新郎穿着传统韩服（韩服），向新郎的父母行礼，以表达对长辈的尊敬。长辈会给予新人一些祝福的话语，并以现金或其他礼物作为回报。这个仪式象征着新娘正式成为新郎家庭的一员，同时也传递了对新人幸福和繁荣的期望。

高丽王朝（918-1392年）提倡一夫一妻制，但离婚和再婚在当时社会中很常见。然而，贵族阶层实行一夫多妻制，法律允许一个男人最多拥有四个妻子。在朝鲜王朝（1392-1897年）时期，一夫一妻制被确立为官方政策。然而，精英阶层可以合法拥有小妾，但自15世纪初以来，小妾所生的孩子被视为非婚生子女，无法与正室所生的孩子同等地位，并从1471年起被禁止结婚。此外，从1447年至1897年，妇女再婚是被禁止的。同姓同源的人通婚也被禁止，这一禁令延续至今。
在韩国历史上，早婚现象一直都是较为普遍的现象。早期的婚姻通常是由家长安排的，可以追溯到朝鲜三国时期（公元57年-668年）。在这种情况下，10岁左右的孩子可能会被送到另一个家庭，无论是男孩还是女孩。到了朝鲜王朝时期，法定结婚年龄为男孩15岁，女孩14岁。然而，如果孩子能够承担起家庭责任，他们可以在12岁时结婚。社会普遍认为，年龄越小结婚，性行为就越符合社会期望。这种习俗一直延续到20世纪。

### 宗教
韩国宗教 (2015年检阅)
韩国传统的性观念受到了多种宗教的影响，包括儒教、佛教、新儒教、天主教和基督教。 
儒教在7世纪开始在韩国变得重要，并在高丽王朝时期成为国家的实践和哲学结构。在朝鲜王朝时期，儒教成为官方意识形态。15世纪，新儒学在韩国盛行，对社会和文化产生了深远的影响。
在儒家思想中，男性被认为是积极的（阳），而女性被认为是消极的（阴）。由于阳比阴更为主导，因此男性被认为具有无所不能的能力，这进一步证明了男性的主导地位并对女性产生了歧视。此外，性被认为是家庭的责任，而不是一种享乐行为。
虽然如今只有约3%的人口信仰儒教，但儒教仍然是韩国性伦理和刑法的基础，对社会和文化价值观产生了持久的影响。
佛教在三国时期传入韩国，并在高丽王朝时期成为官方宗教。佛教在这一时期对韩国社会、文化和政治产生了深刻的影响。然而，在朝鲜王朝时期，佛教逐渐失去了影响力，被儒家思想所取代。佛教教导人们放弃一切欲望，包括与性有关的欲望。许多佛教教派对性活动持保守态度，甚至有些教派禁止性活动，以追求精神上的解脱。所以，佛教在韩国历史上对性观念的保守倾向产生了显著影响。
天主教于17世纪末传入韩国，并在18世纪末开始在民间普及。尽管天主教在早期受到取缔和禁止，信徒也面临迫害和处决，但它仍然在地下得到了持续的支持。新教于1884年传入韩国，并迅速发展。天主教和新教在韩国都参与了几次重要的思想运动，并提倡平等权利。这些宗教在推动社会变革、教育发展以及促进平等权利等方面发挥了积极作用。

## 关于性的信息

### 性教育
在朝鲜王朝时期，未婚男女接受的性教育非常有限。教育的重点主要集中在怀孕和生育的方法上，而不是性行为本身。已婚夫妇会收到一本日历，上面标明了最佳生育日期的信息。这些信息通常会提供给新娘，但有时新郎也会收到。这种做法旨在帮助夫妇选择合适的时间怀孕，因为生育孩子被视为一种家庭责任，且具有重要意义。家庭有时会对夫妇的生育计划进行干预，以确保家庭的繁衍和延续。产前护理被认为非常重要，甚至在怀孕前就开始进行，以确保母亲和胎儿的健康。整体上，这种以生育为导向的性教育反映了当时社会对家庭和生育的重视。 
传统上，韩国在性问题和教育方面缺乏信息，这与西方的性观念存在冲突。这种差异在青少年怀孕和性虐待率的上升中显现出来。为了解决这一问题，1968年，韩国计划生育联合会（PPFK）开始开展性教育。自1982年以来，学校和工业园区设立了青少年咨询中心，用来帮助青少年解决相关问题。然而，公众的性教育仍然不足。韩国的性教育主要关注身体发育和性别角色，例如月经、怀孕、贞操、性活动和性传播疾病。但是，这些教育往往过于保守和局限，没有办法全面涵盖性健康和关系等话题。 1996 年，韩国文化与性研究中心成立，致力于开展性教育项目。 

### 非正式来源
从20世纪90年代初开始，韩国人对性教育的兴趣逐渐增长。随着性相关书籍、学术兴趣和大众媒体的增多，人们对性问题的讨论和了解逐渐增多。1998年，一位电视公益性教育节目的讲师走红，这标志着性教育在大众媒体中的崛起。根据韩国性与文化研究所于1996年和1997年进行的两项研究显示，37.1%的男学生从色情作品中了解性知识，14%从同龄人那里获取信息；而37%的女学生从同龄人那里接受性教育，25.7%从学校获得性教育。这些数据反映了当时性教育的不足，以及青少年获取性知识的主要渠道。随着时间的推移，韩国社会开始意识到性教育的重要性，并努力改进教育方式，提高青少年对性知识的正确认知。

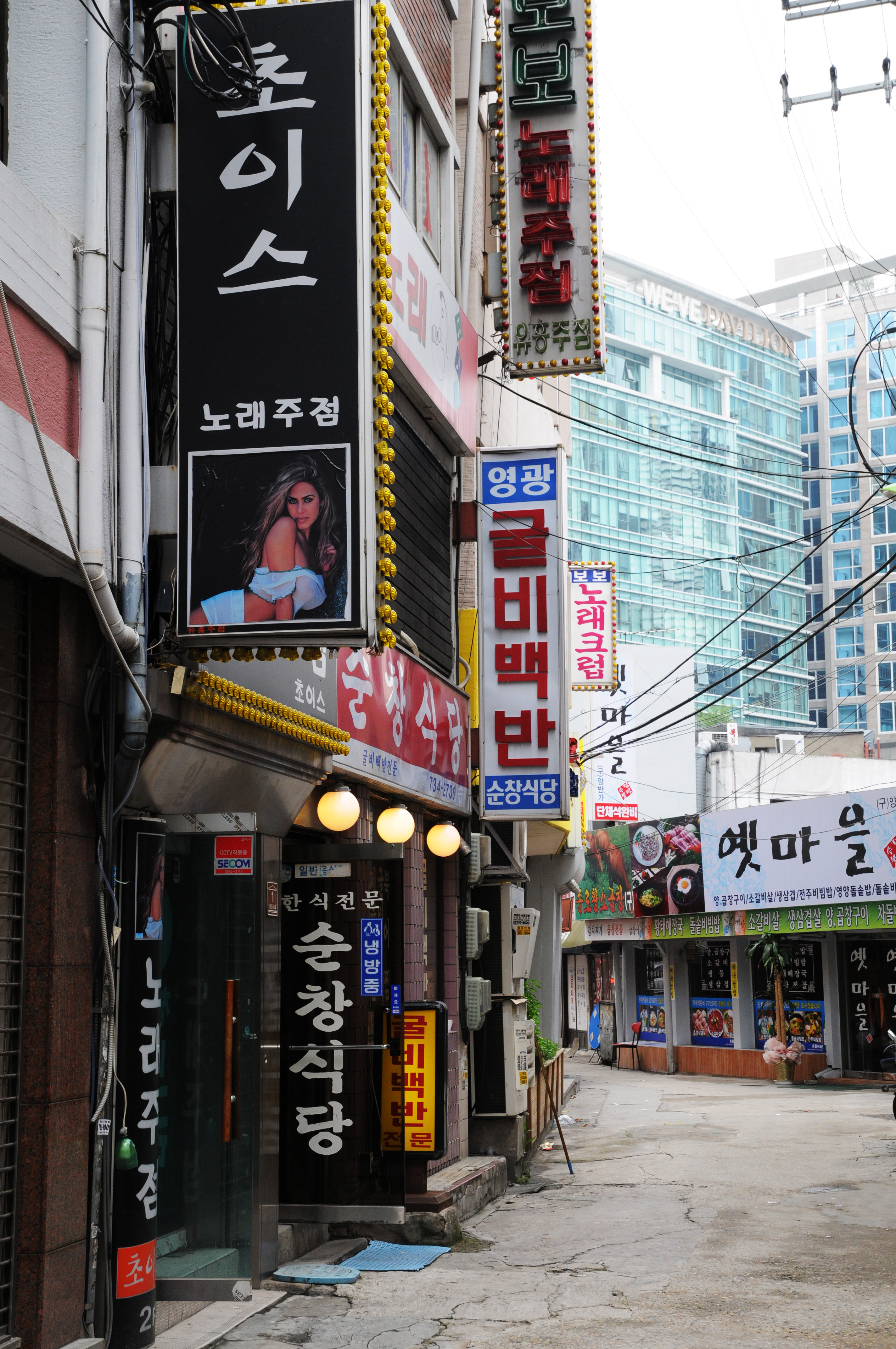
首尔钟路的成人娱乐企业。

### 自慰
根据韩国性科学研究所的调查，70%的女高中生认为自慰是自然的行为，但只有15.2%的受访学生表示自己有过自慰行为，并且绝大多数人对此感到内疚。相比之下，49.9%的男高中生表示自己有过自慰行为。对于父母来说，75.2%的父母对自己的自慰行为持肯定态度，而他们对手淫的态度与他们对孩子手淫的态度呈正相关。这意味着父母对自慰的态度可能影响他们对子女自慰行为的看法和态度。这些数据反映了韩国在自慰方面的文化态度和观念存在差异，特别是性别之间的差异。尽管大多数女高中生认为自慰是自然的行为，但由于社会对女性性行为的限制和污名化，她们可能感到内疚或不愿意公开谈论自己的经历。父母的态度可能对孩子的性行为和性观念产生影响，因此教育和沟通在这一方面至关重要。

### 色情
制作色情作品在韩国是非法的。然而，仍然存在一些被称为“亚东”的业余色情作品。这种情况下，许多韩国人消费海外色情内容，尤其是日本的色情内容。为了逃避韩国的互联网审查，部分人可能会使用代理服务器访问国外网站。此外，还有一些在国外拍摄的、由韩国演员出演的成人视频，以及录制的性爱摄像头场景。在某些情况下，韩国流行音乐（K-pop）深度伪造色情内容或者韩国流行音乐明星制作的成人视频也会在网上传播。
一项研究显示，99.5%的男大学生报告说他们接触过色情内容（不包括拒绝回答问题的参与者），其中99.1%的人偶尔会利用色情内容进行手淫。平均而言，参与者每周观看色情内容自慰1-2次。这些数据表明，男大学生普遍接触色情内容，并将其作为一种自慰手段。然而，这项研究未对女性观看色情作品的情况进行调查。 
在韩国，少数女性群体对耽美（Yaoi）小说和漫画表现出兴趣。这类作品通常描写男性之间的恋爱关系，受到了女性群体的喜爱。2005年，一本名为《Foxylove》的网络色情杂志面向韩国女性市场。据报道，这本杂志拥有超过十万名订阅者，显示了韩国女性对这种题材的兴趣。 

### 割礼
截至2002年，韩国的割礼率在17-19岁年龄组中非常高（达到90%）。然而，近年来，这一比例有所下降。根据最新数据，14-29岁男性的割礼率为75.8%，而在17-19岁年龄组中下降到74.4%。这种割礼率的下降可能是由于越来越多的新信息和教育资源的可用性。随着人们对割礼的医学和卫生方面的研究和讨论越来越多，他们对割礼的认识和态度可能发生了变化。这种变化可能导致割礼率的下降，反映了社会对割礼的必要性和价值观的改变。未来，割礼率可能会继续受到新信息和教育的影响而发生变化。 

### 异性恋关系

#### 青少年
1997年的一项调查显示，韩国女高中生中44.4%的人表示有过异性恋关系，7.5%的人有过性交经历。在有过性交经历的人群中，38.7%的人声称受到强迫，32.3%的人认为原因是出于爱。对于那些没有进行过阴道性交的学生，约有一半持开放态度，并将自己缺乏经验归咎于缺乏机会。此外，44.7%的学生认为接吻是约会时允许的行为，31.6%的学生接受牵手。大多数女高中生认为应该保持贞操直至结婚，这一比例高达88.1%。在对男高中生的调查中，16.2%的人承认有过性交经历，其中74.7%是与女朋友发生的。此外，65.7%的男高中生对婚前性行为持积极态度，但只有7.5%的男高中生有过婚前性行为。
总体而言，20世纪末韩国高中生中有过性交经历的学生比例有所增加。这些数据反映了韩国社会在20世纪末对性观念和行为的变化。尽管贞操观念依然强烈，但年轻一代在性态度上呈现出更开放的趋势。 

#### 成年人
1991年的一项调查显示，接受调查的20至40岁的成年男性中，80%以上曾有过异性恋关系。在这80%的人中，有44.7%的人表示他们的第一次性经历是与妓女发生的。这种数据表明，男性在初次性经历中有相当比例接触商业性服务。另一项针对已婚夫妇的调查显示，大约一半的受访者对婚前关系持负面看法。总得来说，女性伴侣对婚前和婚外关系持更开放的态度。尽管女性对这些关系持更开放的态度，但这种双重标准可能会给女性带来心理和生理压力，尤其是性方面的压力。这种压力可能源于传统文化对女性贞洁的强调，以及社会对女性性行为的严格要求。
处女膜缝合术，又称处女膜重建手术，在韩国也很流行，因为处女膜被视为贞洁的象征。这种手术的流行反映了社会对女性贞洁的重视，以及女性在性方面面临的压力。这种压力可能对女性的心理健康和自尊产生负面影响，并可能导致女性对性问题的看法和态度变得更加复杂。 

### 同性恋关系
在韩国，同性恋虽然不被明确禁止，但也没有得到法律的明确认可。2013年9月7日，韩国迎来了首例同性婚礼。 但是，这段婚姻并没有法律效力，因为韩国的法律不承认同性婚姻。这对夫妇在婚礼上发誓要通过法律途径对婚姻的合法性提出挑战，以推动韩国社会对同性婚姻的认可和合法化

## 性犯罪

### 性侵犯
根据韩国的法律规定，强奸罪可判处7年至终身监禁。韩国的法律对强奸的定义广泛，包括成年男性作为受害者以及婚内强奸。这意味着不仅女性受害者可以提起强奸诉讼，男性受害者也受到法律的保护。 截至2009年，性侵犯的诉讼时效为10年。这代表着受害者在事件发生后的10年内可以提起诉讼。
自2009年起，韩国的性犯罪报告不断增加，特别是涉及儿童受害者的犯罪数量。2012年，全国共报告性侵犯案件7.7万起，这反映出性犯罪问题的严重性和广泛性。同样，2011年共报告了22,034起强奸案，1997年的一项研究发现，45.5%的女高中生举报受到性骚扰，其中大部分来自她们的男性朋友。这些数据揭示了年轻女性在学校和社交环境中面临的性骚扰问题。然而，这些数据并不能准确反映实际情况，因为许多性犯罪可能由于某些原因未被报告。韩国性别平等和家庭部2010 年的一项调查显示，只有约 10% 的性侵犯案件得到了举报。 
尽管强奸在韩国是严重的犯罪行为，但在社会中仍存在一些误解和偏见。例如，人们普遍认为强奸是男性的错误，应该得到原谅，特别是在受害者醉酒或穿着暴露的情况下。2004年的密阳轮奸事件因警方对受害者的指责和其他不当行为而引发了争议。这起事件引起了公众对警方处理强奸案件方式的批评。最终，韩国最高法院于2008年对涉事警察作出了判决。韩国设有强奸危机中心，这些中心为性犯罪受害者提供支持和帮助，包括心理咨询、法律援助和医疗服务。这些由性别平等和家庭部和韩国性暴力救济中心运营。 

## 性交易
在韩国，国内外妇女和女孩都成为韩国性交易的受害者。可能是因为被贩卖、经济压力或其他原因。她们在全国各地的妓院、企业、家庭、酒店和其他场所被强奸，并遭受身体和心理伤害。

## 卖淫
在韩国，卖淫是违法的行为。然而，根据韩国妇女发展研究所的数据，2007年韩国性交易总额估计达14万亿韩元（约130亿美元），相当于该国国内生产总值的1.6%。  

## 通奸
从1953年到2015年，韩国的法律规定通奸者及其伴侣均可被判处最高两年监禁。 在2015年2月，韩国宪法法院推翻了这一法律，认为对通奸者的刑事惩罚违反宪法。

## 笔记
1. ↑  在这种情况下，同姓不仅仅指同一个姓氏，而是指该姓氏的隐含背景;例如，同姓"金"可以分为光州或禹城。
2. ↑  由于传统和社会压力，对人际关系日益自由的态度和对女性童贞的掠夺的双重标准更加复杂。